# Puderspindling
Puderspindling (Cortinarius aureopulverulentus) är en svampart som beskrevs av M.M. Moser 1952. Puderspindling ingår i släktet Cortinarius och familjen spindlingar.  Arten är reproducerande i Sverige. Inga underarter finns listade i Catalogue of Life.